# アルペス・マリティマエ

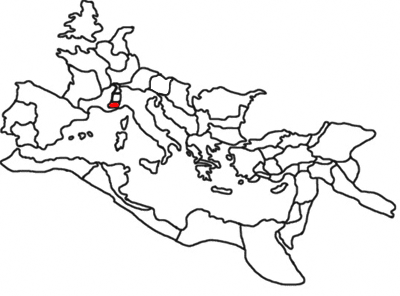
アルペス・マリティマエ属州の位置

アルペス・マリティマエ（ラテン語: Alpes Maritimae）は、古代ローマの属州の一つである。「アルペス」と名前の付く3つの属州の一つである。紀元前14年、アウグストゥス帝の時代にローマの支配下へ入り、63年にエクィテスが担当者として任じられる皇帝属州となった。州都はニカエア（現：ニース）の近くにあるケメネルム（Cemenelum、現：シミエ）に置かれた。
ディオクレティアヌス帝による再編でマリティマエ属州は分割されて、ガリア・ナルボネンシス、アルペス・コッティアエの各属州へ吸収された。
現在のフランスの県であるアルプ＝マリティーム県の名前の由来となった。